# شهنواز وسطي
شهنواز وسطي (بالفارسية: شهنواز وسطی) هي مستوطنة تقع في قسم قوريتشاي الشرقي الريفي في إيران. يقدر عدد سكانها بـ 118 نسمة .